# Ciampa glaridocrania
Ciampa glaridocrania är en fjärilsart som beskrevs av Turner 1926. Ciampa glaridocrania ingår i släktet Ciampa och familjen mätare. Inga underarter finns listade i Catalogue of Life.